# WTA Challenger Colina
Das WTA Challenger Colina (offiziell: LP Open, Sponsorenname LP Open by IND) ist ein Tennisturnier der WTA Challenger Series, das seit 2022 in der chilenischen Stadt Colina auf dem Gelände der Hacienda Chicureo ausgetragen wird.

## Siegerliste

### Einzel
| Jahr | Siegerin        | Finalgegnerin   | Ergebnis       |
| ---- | --------------- | --------------- | -------------- |
| 2022 | Mayar Sherif    | Kateryna Baindl | 3:6, 7:63, 7:5 |
| 2023 | Sára Bejlek     | Diane Parry     | 6:2, 6:1       |
| 2024 | Nina Stojanović | María Carlé     | 3:6, 6:4, 6:4  |

### Doppel
| Jahr | Siegerinnen                   | Finalgegnerinnen                      | Ergebnis         |
| ---- | ----------------------------- | ------------------------------------- | ---------------- |
| 2022 | Jana Sisikowa Aldila Sutjiadi | Mayar Sherif Tamara Zidanšek          | 6:1, 3:6, [10:7] |
| 2023 | Julia Lohoff Conny Perrin     | Lucciana Pérez Alarcón Daniela Seguel | 7:64, 6:2        |
| 2024 | Mayar Sherif Nina Stojanović  | Léolia Jeanjean Kristina Mladenovic   | Walkover         |